# Caloplaca brattiae
Caloplaca brattiae är en lavart som beskrevs av W. A. Weber. Caloplaca brattiae ingår i släktet orangelavar och familjen Teloschistaceae.   Inga underarter finns listade i Catalogue of Life.